# Turdoides reinwardtii
El turdoide cabecinegro (Turdoides reinwardtii) es una especie de ave paseriforme de la familia Leiothrichidae propia del oeste de África. Su denominación binomial hace honor al botánico Caspar Georg Carl Reinwardt.

## Descripción
Su dorso es gris oscuro amarronado. Su cabeza es negro amarronada con garganta blanca y un anillo ocular conspicuo blanco. Sus partes inferiores son blancas, con pintas en el pecho y laterales de tono ante. Sus alas son cortas y redondeadas y su vuelo es corto.

## Distribución y hábitat
Es un habitante residente de las zonas tropicales en el oeste de África desde Senegal hasta Camerún. Su hábitat natural son las zonas de arbustos densos y bosques.

## Ecología
Construye un nido en forma de taza en un árbol, escondido entre el follaje denso. La puesta consiste de 2 a 3 huevos.
Vive en bandadas de cuatro a unos doce individuos, todos los cuales ayudan a criar a los pichones en comunidad. Es un ave ruidosa, y la presencia de una bandada es fácil de adivinar a la distancia a causa del piar y chirrido continuo producidos por sus miembros. Su llamada principal es cha-ka-ta. Se alimenta principalmente de insectos, aunque también consume frutos.